# Cratere Grimr
Grimr è un cratere sulla superficie di Callisto.